# Dylan Neal

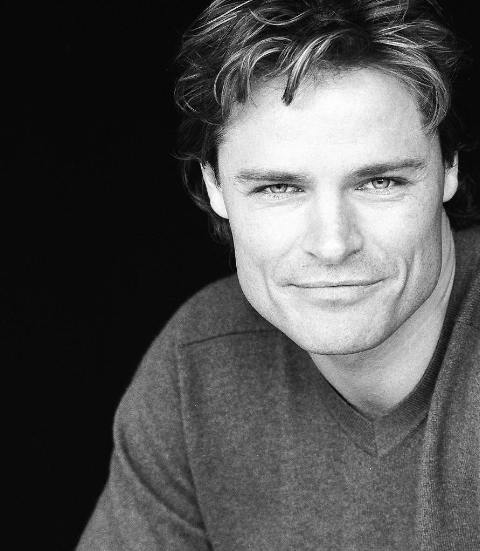
Dylan Neal

Dylan Neal (* 8. Oktober 1969 in Richmond Hill, Ontario) ist ein kanadischer Schauspieler.

## Leben
Neal wurde als Sohn einer Lehrerin in Richmond Hill geboren. Zunächst ging er auf eine akademisch-orientierte Privatschule, wechselte aber etwa in der Mitte seiner Highschoolzeit auf eine öffentliche Schule und entdeckte dort seine Leidenschaft fürs Schauspielern. Ende der 1980er begann Neal seine Schauspielkarriere, in dem in Toronto gedrehten Fernsehfilm After Midnight. In den folgenden Jahren spielte er in weiteren Fernsehfilmen und Fernsehserien, die in Kanada produziert wurden. 1990 hatte er seine erste Rolle in einem Spielfilm: Prom Night III – Das letzte Kapitel. Neal ging 1993 nach Hollywood und feierte 1994 seinen Durchbruch, als er für die Rolle des Dylan Shaw in Reich und Schön, die er bis 1997 innehatte, engagiert wurde. 1997 war er Produzent des Filmes Taylor's Return, in dem er zugleich die Hauptrolle spielte. Von 1998 bis 2003 war er in der Rolle des Doug Witter in Dawson’s Creek zu sehen. Weiterhin war Neal in einzelnen Folgen von Profiler, Relic Hunter – Die Schatzjägerin, CSI: Miami und Familienstreit de luxe zu sehen. In der Fernsehserie Sabrina – Total Verhext! hatte er eine wiederkehrende Rolle.
Er besuchte das Appleby College in Oakville, an dem auch seine Mutter unterrichtete.

## Filmografie (Auswahl)
- 1990: Prom Night III – Das letzte Kapitel (Prom Night III: The Last Kiss)
- 1992: Ich komme niemals in den Himmel (I'll Never Get to Heaven)
- 1994–1997: Reich und Schön (The Bold and the Beautiful, Seifenoper)
- 1997: L.A. Affairs (Pacific Palisades, Fernsehserie, 7 Episoden)
- 1998–1999: Hyperion Bay (Fernsehserie, 17 Episoden)
- 1998–2003: Dawson’s Creek (Fernsehserie, 20 Episoden)
- 2000: The President’s Man (Fernsehfilm)
- 2002: Legende der Ranger (Babylon 5: The Legend of the Rangers: To Live and Die in Starlight)
- 2002: 40 Tage und 40 Nächte (40 Days and 40 Nights)
- 2003: Sabrina – Total Verhext! (Sabrina, the Teenage Witch, Fernsehserie, 10 Episoden)
- 2005: Todesschwarm – Heuschrecken greifen an (Locusts)
- 2005: Vampire Bats
- 2007: Blood Ties – Biss aufs Blut (Blood Ties)
- 2009, 2017: Murdoch Mysteries (Fernsehserie, 2 Episoden)
- 2010: Human Target (Fernsehserie, Episode 1x05)
- 2010: The Traveller – Nobody Will Survive
- 2010: Percy Jackson – Diebe im Olymp (Percy Jackson & the Olympians: The Lightning Thief)
- 2011: Ice Road Terror (Fernsehfilm)
- 2011: Rizzoli & Isles (Fernsehserie, Episode 2x02)
- 2011: Haven (Fernsehserie, Episode 2x09)
- 2012: 90210 (Fernsehserie, Episode 4x17)
- 2013: Motive (Fernsehserie, Episode 1x04)
- 2013–2014: Arrow (Fernsehserie, 8 Episoden)
- 2013–2015: Cedar Cove – Das Gesetz des Herzens (Cedar Cove, Fernsehserie, 36 Episoden)
- 2015: Fifty Shades of Grey
- 2015: Mord à la carte – Ein guter Tropfen Gift (Gourmet Detective, Fernsehfilm)
- 2015: Mord à la carte – Ein angenehmer Ort zum Sterben (Gourmet Detective: A Healthy Place to Die, Fernsehfilm)